# 삼성 SPH-M100
삼성 SPH-M100(UpRoar, 업로어)는 2000년에 출시된 MP3 음악 기능을 갖춘 최초의 휴대폰이었다. 이 전화기는 피터 하가 타임지에서 선정한 1923년부터 2010년까지의 가장 위대하고 영향력 있는 All-TIME 100 기기 중 하나로 선정되었다.